# 瑞安·弗雷澤
瑞安·弗雷澤（英語：Ryan Fraser；1994年2月24日—）是一位蘇格蘭足球運動員，在場上司職左中場。現効力英超球隊南安普顿，蘇格蘭足球代表隊成員。他也曾代表蘇格蘭各級國青隊參賽。

## 球會生涯
弗雷泽于2020年9月7日与纽卡斯尔联队签订了一份为期五年的合同。

## 外部連結
- Soccerway資料庫：瑞安·弗雷澤
- 足球数据库：瑞安·弗雷澤的球员统计数据
- Scotland stats （页面存档备份，存于） at ScottishFA